# Wilhelm z Conches
Wilhelm z Conches (ur. ok. 1090, zm. ok. 1155) – średniowieczny filozof i teolog, nauczyciel szkoły w Chartres, jedna z czołowych postaci renesansu XII wieku.

## Życie
Wilhelm pochodził z Conches-en-Ouche w Normandii. Był związany ze szkołą w Chartres, gdzie był uczniem Bernarda z Chartres i nauczycielem Jana z Salisbury. W pracy De erroribus Guillelmi a Conchis Wilhelm z Saint Thierry skrytykował Wilhelma z Conches, zarzucając mu modalizm w poglądach na Trójcę Świętą, oraz materializm w poglądach na relację Trójcy do świata. Wilhelm z Conches opuścił szkołę i osiadł na dworze Godfryda V Plantageneta, gdzie został nauczycielem Henryka II Plantageneta.
Do jego pism należą: komentarze i glossy do Institutiones grammaticae Pryscjana, De nuptiis Philologiae et Mercurii Marcjanusa Kapelli, De somnio Scipionis Makrobiusza, O pocieszeniu Boecjusza i Timajosa Platona (w tłumaczeniu Chalcydiusza). Był również autorem dzieł: Philosophia mundi, dialogu Dragmaticon philosophiae i Summa moralium philosophorum.

## Poglądy
Poglądy Wilhelma były typowe dla środowiska szkoły w Chartres. Cechowały go klasyczny humanizm, oraz zainteresowanie filozofią przyrody (szczególnie kosmologią) oraz medycyną. Jego dzieła są kompendium ówczesnej wiedzy z zakresu nauk przyrodniczych. Łączą w sobie treści chrześcijańskie z dziedzictwem filozofii starożytnej i arabskiej. Podstawowymi źródłami wiedzy były dla Wilhelma pisma Konstantyna Afrykańczyka (zwłaszcza jego przekłady pism Galena i Hipokratesa), a także Timajos, którego starał się pogodzić z Księgą Rodzaju. W odróżnieniu od większości współczesnych Wilhelm z Conches był również zwolennikiem epikurejskiego atomizmu, co ściągnęło na niego wiele ataków. 
Wilhelm z Conches wywarł wpływ na wielu filozofów przyrody, m.in. na Bartłomieja z Pizy, Adelarda z Bath, Wilhelma z Saint Thierry czy Wilhelma z Hirshau.